# 의례 (책)
《의례》(儀禮)는 예에 관한 유교의 경서의 하나이다. 《주례》, 《예기》와 함께 삼례(三禮)의 하나이다.

## 개요
전한시대 노나라의 지역에서 고당생이 전한 사례(士禮) 17편이 의례의 시초로 여겨지고, 후한 시대에 오경의 하나인 예경으로서 중시되었다. 의례라는 이름은 진나라(서진)시대부터 시작된다. 
주나라의 계급 질서는 왕·제후·경·대부·사이다. 이 책은 사에 관한 예를 중심으로 하지만 일부 대부의 예와 제후의 예가 포함되어 있다.

## 한국어 번역
김용천, 박례경, 이원택, 장동우, 이봉규 교수가 분담해 의례 본문과 정현의 주석을 포함해 번역했다. 역주본은 8권, 색인은 1권이며 출판사는 세창출판사이다.